# Francisco Camps Mercadal
Francisco Camps Mercadal o Francisco de Albranca (San Cristóbal, Baleares, 1852 - ibídem, 1929), fue un médico, erudito y etnógrafo español.
Hijo de familia campesina, se licenció en medicina en Barcelona (1878) y se instaló en San Cristóbal. Dedicado a los estudios de arqueología, etnografía y folklore, publicó importantes obras, principalmente en la "Revista de Menorca". Utilizó el seudónimo de Francisco de Albranca, que se hizo popular en Menorca. Militante en el periodismo católico, españolista y tradicionalista, dentro y fuera de la isla; publicó la colección de artículos titulada Derecho a la ignorancia (1894). Su obra más importante es Folklore Menorquín (1918-21), premio del Ateneo de Mahón (1912).

## Vida
Nació en La Cova, en el distrito de San Cristóbal, en 1852. Su padre era agricultor en Albranca Vell, donde creció. Estudió bachillerato en el instituto de Mahón, compaginando sus estudios con el trabajo.
En 1878 se licenció en Medicina y Cirugía por la Universidad de Barcelona. Trabajó toda su vida como médico en el área de San Cristóbal (Es Migjorn) y adquirió gran fama en el campo de la medicina, por lo que toda Menorca le consultaba en los casos más difíciles. De 1912 a 1913 colaboró en la revista Llum Nova (Nueva luz), uno de los primeras revistas en catalán de su localidad natal.
Estaba particularmente interesado en las tradiciones populares y todo lo que tuviera relación con la cultura popular: tradiciones, leyendas, fábulas, canciones, folklore, arqueología, etc. Colaboró con Monseñor Antonio M. Alcover en la elaboración del Diccionario Catalán-Valenciano-Balear. Firmó sus escritos bajo el seudónimo de Francisco de Albranca.
Fue miembro correspondiente de la Real Academia de la Historia, del Instituto de Estudios Catalanes y miembro emérito del Ateneo de Mahón.
Murió en San Cristóbal el año 1929.

## Obra
Su libro más importante es el titulado Folclore Menorquín, de etnografía isleña. Libro premiado en 1911 por el Ateneo de Mahón y publicado en la Revista de Menorca entre 1918 y 1921, colección de tradiciones populares menorquinas. Tras su muerte algunos de sus artículos han sido recogidos en un libro titulado "Migjorn".
También escribió artículos de controversia religiosa, recopilados en parte en el volumen Derecho a la ignorancia (1894).
Su obra, escrita en menorquín (catalán dialectal de Menorca), refleja el habla viva de su época. Buena parte de su obra aún permanece inédita.